# Дутулур
Дутулур (рос. Дутулур) — улус Закаменського району, Бурятії Росії. Входить до складу Сільського поселення Дутулурське.
Населення — 937 осіб (2015 рік).